# Laurențiu Adrian Bogoi
Laurențiu Adrian Bogoi (n. 16 februarie 1973, Târgoviște) este unul din cei mai reprezentativi jucători de fotbal care i-a dat orașul, produs al centrului de copii și juniori din acest oraș a realizat mai multe performanțe notabile la nivel național : component al echipelor din primul eșalon-Rapid București, F.C. Argeș,  Gaz Metan Mediaș, Pandurii TG. Jiu, Chindia Târgoviște cu peste 250 de prezențe la acest nivel și fiind unul dintre cei mai longevivi  jucători ai țării, promovări în div A cu Chindia Târgoviște și Pandurii Tg. Jiu, participări în cupa UEFA cu Rapid București și FC Argeș precum și peste 50 de prezențe la loturile naționale de juniori ale României. În prezent antrenor cu licență A antrenează echipa secundă a fostei vice-campioane Pandurii Tg Jiu după ce reusișe o promovare în div. B cu Chindia Târgoviște.